# Atilio Antonio Aguirre
Atilio Antonio Aguirre – boliwijski piłkarz, reprezentant kraju. Uczestnik Copa América 1959 i Copa América 1963.

## Kariera piłkarska
W swojej karierze występował w klubie Municipal La Paz

## Kariera reprezentacyjna
W 1959 został powołany na Copa América 1959 w Argentynie. Zagrał tam w 4 spotkaniach z Urugwajem, Argentyną, Chile i Peru. Na tym turnieju Boliwia zajęła 7. miejsce. Wystąpił także na Copa América 1963, na którym Boliwia zdobyła jedyny tytuł w historii. Zagrał tam w 1 spotkaniu z Kolumbią. Po tym turnieju nie był powoływany do reprezentacji.